# Ringsted Sogn
Ringsted Sogn 

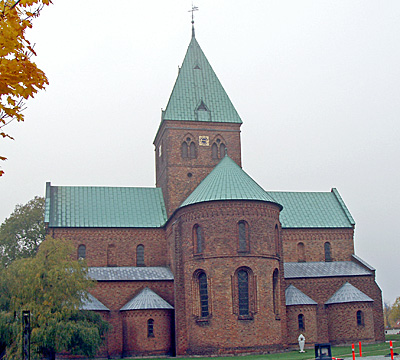
Sankt Bendts Kirke

ist eine Kirchspielsgemeinde (dän.: Sogn) in der Stadt Ringsted auf der Insel Sjælland im südlichen Dänemark.
Bis 1970 gehörte sie zur Harde Ringsted Herred im damaligen Sorø Amt, danach zur Ringsted Kommune im Vestsjællands Amt, die im Zuge der  Kommunalreform zum 1. Januar 2007 Teil der Region Sjælland geworden ist.
Von den 23.498 Einwohnern von Ringsted leben 18.180 im gleichnamigen Kirchspiel (Stand: 1. Januar 2023).
Im Kirchspiel liegen die Kirchen „Klostermarkskirken“ und „Sankt Bendts Kirke“.
Ringsted Sogn wird durch Benløse Sogn in zwei Teile getrennt. Nachbargemeinden sind außerdem im Norden Haraldsted-Allindemagle Sogn, im Osten Kværkeby Sogn und Nordrupøster Sogn, im Südosten Farendløse Sogn, im Süden Sneslev Sogn, im Südwesten Vetterslev Sogn und im Westen Høm Sogn, Sigersted Sogn und Bringstrup Sogn.